# Amy Cotton
Amy Cotton (Antigonish, 22 de gener de 1980) és una esportista canadenca que va competir en judo, guanyadora d'una medalla en els Jocs Panamericans de 2003, i vuit medalles en el Campionat Panamericà de Judo entre els anys 2000 i 2013.

## Palmarès internacional
| Jocs Panamericans    | Jocs Panamericans                     | Jocs Panamericans | Jocs Panamericans |
| Any                  | Lloc                                  | Medalla           | Categoria         |
| -------------------- | ------------------------------------- | ----------------- | ----------------- |
| 2003                 | Santo Domingo ( República Dominicana) | 3                 | –78 kg            |
| Campionat Panamericà |                                       |                   |                   |
| Any                  | Lloc                                  | Medalla           | Categoria         |
| 2000                 | Orlando ( Estats Units)               | 1                 | –78 kg            |
| 2003                 | Salvador ( Brasil)                    | 3                 | –78 kg            |
| 2005                 | Caguas ( Puerto Rico)                 | 1                 | –78 kg            |
| 2006                 | Buenos Aires ( Argentina)             | 2                 | –78 kg            |
| 2007                 | Mont-real ( Canadà)                   | 3                 | Oberta            |
| 2009                 | Buenos Aires ( Argentina)             | 3                 | –78 kg            |
| 2012                 | Mont-real ( Canadà)                   | 3                 | –78 kg            |
| 2013                 | San José ( Costa Rica)                | 3                 | –78 kg            |